# 1900년 하계 올림픽 인도 선수단
인도는 1900년 5월 14일부터 10월 28일까지 프랑스 파리에서 열린 제2회 하계 올림픽에 참가했다. 1개 종목에서 선수 1명이 참가하였다.

## 메달 집계

### 종목별 메달 집계
| 종목 |   |   |   | 합계 |
| 육상 | 0 | 2 | 0 | 2    |
| 합계 | 0 | 2 | 0 | 2    |

### 메달리스트
| 메달 | 선수          | 종목 | 세부 종목 | 날짜     |
| ---- | ------------- | ---- | --------- | -------- |
|      | 노먼 프리차드 | 육상 | 남자 200m | 7월 22일 |

## 육상
트랙 경기
| 선수          | 세부 종목 | 예선 | 예선 | 준결선 | 준결선 | 패자부활전 | 패자부활전 | 결선      | 결선      |
| 선수          | 세부 종목 | 기록 | 순위 | 기록   | 순위   | 기록       | 순위       | 기록      | 순위      |
| 노먼 프리차드 | 60m       | 불명 | 3    |        |        |            |            | 진출 실패 | 진출 실패 |
| 노먼 프리차드 | 100m      | 11.4 | 1 Q  | 불명   | 3 q    | 불명       | 2          | 진출 실패 | 진출 실패 |
| 노먼 프리차드 | 110m 허들 | 16.6 | 1 Q  |        |        |            |            | -         | DNF       |
| 노먼 프리차드 | 200m      | 불명 | 2 Q  |        |        |            |            | 22.8      | 2         |
| 노먼 프리차드 | 200m 허들 | 26.8 | 1 Q  |        |        |            |            | 26.6      | 2         |

## 참고 자료
- Mallon, Bill (1998). 《The 1900 Olympic Games, Results for All Competitors in All Events, with Commentary》. Jefferson, North Carolina: McFarland & Company, Inc., Publishers. ISBN 0-7864-0378-0.
- “Hungary:1900 Olympic Results”. sports-reference.com. 2012년 8월 14일에 원본 문서에서 보존된 문서. 2010년 4월 29일에 확인함.